# Дуб звичайний велетень (Любомльський район)
Дуб звичайний велетень — ботанічна пам'ятка природи місцевого значення. Об'єкт розташований на території Любомльського району Волинської області, ДП «Прибузьке ЛГ», Крушинецьке лісництво кв. 4, вид.33.
Площа — 0,01 га, статус отриманий у 1972 році.
Охороняється екземпляр дуба звичайного віком понад 400 років.